# Графітова бомба
Графітова бомба - умовне позначення бомби, що містить графітові волокна. Розрив заряду призводить до їх розсіювання і при попаданні на ЛЕП або на електропідстанції призводить до короткого замикання і виходу з ладу підключених приладів, і спричиняє параліч енергосистем у заданому районі. Не тягне за собою жертв. Одне з перших застосувань датується 2 травня 1999, коли у війні проти Югославії був випробуваний суббоєприпас BLU-114/B. Застосування графітових бомб в Югославії не можна назвати масовим: цілями НАТО стали лише п'ять з декількох десятків югославських електростанцій.
Серед засобів доставки графітових бомб можуть бути крилаті ракети.
Одним із засобів боротьби з графітовою бомбою є тимчасове відключення  ліній електропередач, електричних і  тягових підстанцій на час дії снаряда, тобто поки не осяде на землю весь графітовий пил, розпорошений у повітрі.